# Pallavolo ai XX Giochi dei piccoli stati d'Europa - Convocazioni al torneo maschile
Elenco dei giocatori convocati per il torneo maschile di pallavolo ai XX Giochi dei piccoli stati d'Europa.

## Andorra
| N° | Nome               | Ruolo | Data di nascita  | Squadra |
| -- | ------------------ | ----- | ---------------- | ------- |
| -  | Adrián Garrido     | All   | 13 dicembre 1967 | -       |
| 1  | Gerard Orteu       | P     | 21 luglio 2000   | -       |
| 2  | Nahuel Tagliaferro | S     | 21 gennaio 2006  | -       |
| 3  | Marc García        | C     | 13 dicembre 2004 | -       |
| 6  | Iván Lanza         | C     | 20 novembre 1990 | Encamp  |
| 7  | Carlos Dias        | O     | 1982             | -       |
| 8  | Christian Salvador | S     | 23 marzo 1988    | -       |
| 9  | Mateo Vienne       | S     | 1995             | -       |
| 10 | Alan Mitjana       | C     | 2008             | -       |
| 13 | Guilherme Afonso   | L     | 1983             | -       |
| 15 | Sergi Navas        | S     | 1996             | -       |
| 16 | Joel Bosma         | S     | 2005             | -       |
| 18 | Héctor García      | P     | 18 luglio 1982   | -       |
| 19 | Limay Tagliaferro  | L     | 4 aprile 2008    | -       |
| 20 | Gil Moliné         | O     | 17 febbraio 2009 | -       |

## Cipro
| N° | Nome                  | Ruolo | Data di nascita   | Squadra       |
| -- | --------------------- | ----- | ----------------- | ------------- |
| -  | Jorge Cannestracci    | All   | 10 giugno 1961    | Franco Tigano |
| 1  | Stamatis Savvides     | L     | 5 febbraio 2006   | Pafiakos      |
| 2  | Avgoustínos Savvídis  | S     | 7 aprile 1992     | Pafiakos      |
| 4  | Nikolas Charalambidis | L     | 26 novembre 1993  | Anorthōsīs    |
| 5  | Orestis Kallis        | P     | 20 novembre 2006  | APOEL         |
| 6  | Marios Stroukarevits  | C     | 16 agosto 1998    | Pafiakos      |
| 7  | Níkos Eleftheríou     | S     | 17 ottobre 1997   | Pafiakos      |
| 8  | Odysséas Savvídis     | S     | 4 giugno 2002     | Nea Salamis   |
| 9  | Alexandro Herrera     | S     | 19 marzo 2004     | Karavas       |
| 10 | Konstantínos Skordis  | S     | 20 agosto 2001    | Pafiakos      |
| 11 | Chrístos Prodrómou    | C     | 26 ottobre 1995   | Pafiakos      |
| 12 | Angelos Aléxiou       | C     | 4 febbraio 1987   | Omonia        |
| 13 | Antónis Mavrommatis   | P     | 10 settembre 2002 | Omonia        |
| 14 | Marios Nikolaou       | C     | 6 giugno 1989     | Nea Salamis   |
| 18 | Filippos Chrysostómou | S     | 6 novembre 2007   | APOEL         |

## Islanda
| N° | Nome                   | Ruolo | Data di nascita  | Squadra      |
| -- | ---------------------- | ----- | ---------------- | ------------ |
| -  | Borja González         | All   | 12 agosto 1982   | -            |
| 1  | Markús Matthíasson     | S     | 25 febbraio 2001 | HK Kópavogur |
| 2  | Valgeir Valgeirsson    | S     | 30 agosto 1988   | Hamar        |
| 3  | Lúðvík Matthíasson     | P     | 2 settembre 1996 | HK Kópavogur |
| 4  | Kristján Valdimarsson  | C     | 15 febbraio 1989 | Hamar        |
| 6  | Atli Pétursson         | S     | 24 febbraio 2000 | Afturelding  |
| 8  | Hafsteinn Valdimarsson | C     | 15 febbraio 1989 | Hamar        |
| 9  | Valens Ingimundarson   | S     | 29 maggio 2002   | Afturelding  |
| 11 | Hafsteinn Sigurðsson   | O     | 20 giugno 2001   | Habo         |
| 12 | Máni Matthíasson       | P     | 19 maggio 1999   | HK Kópavogur |
| 13 | Kristinn Hannesson     | C     | 12 ottobre 2003  | Afturelding  |
| 15 | Tómas Davidsson        | C     | 14 ottobre 2006  | HK Kópavogur |
| 17 | Þórarinn Jónsson       | S     | 12 ottobre 2000  | Völsungur    |
| 19 | Hreinn Erluson         | P     | 12 ottobre 2005  | Völsungur    |
| 20 | Arnar Björnsson        | L     | 20 luglio 1990   | HK Kópavogur |

## Lussemburgo
| N° | Nome                  | Ruolo | Data di nascita   | Squadra          |
| -- | --------------------- | ----- | ----------------- | ---------------- |
| -  | Pompiliu Dascălu      | All   | 20 settembre 1962 | Steinfort        |
| 1  | Simão Marinho Novais  | P     | 3 maggio 2000     | Strassen         |
| 2  | Samuel Marinho Novais | L     | 3 maggio 2000     | Strassen         |
| 3  | Mateja Gajin          | O     | 16 dicembre 1996  | Strassen         |
| 6  | Gilles Braas          | P     | 17 marzo 1992     | Strassen         |
| 12 | Michail Constantinou  | S     | 23 febbraio 1999  | Escher           |
| 13 | Yannick Erpelding     | C     | 11 maggio 1997    | -                |
| 14 | Chris Zuidberg        | S     | 2 settembre 1994  | Lorentzweiler    |
| 15 | Jérémie Feit          | C     | 20 gennaio 2001   | Nice             |
| 16 | Philippe Glesener     | L     | 24 aprile 1998    | Lorentzweiler    |
| 17 | David Zehren          | C     | 18 ottobre 2006   | Lorentzweiler    |
| 19 | Christian Galoppo     | S     | 19 marzo 2005     | Concordia Irvine |
| 22 | Ryan Matilde da Luz   | C     | 17 giugno 2005    | Strassen         |
| 24 | Max Funk              | P     | 25 luglio 1996    | Bartréng         |
| 26 | Tomáš Pavelka         | S     | 12 novembre 1995  | Lorentzweiler    |

## Monaco
| N° | Nome            | Ruolo | Data di nascita | Squadra |
| -- | --------------- | ----- | --------------- | ------- |
| -  | Éva Hamzaoui    | All   | 4 febbraio 1985 | Monaco  |
| 1  | Thomas Linhares | S     | 17 aprile 1998  | Monaco  |
| 3  | Gaël Kérinec    | P     | 1999            | Monaco  |
| 4  | Guilhem Delon   | S     | 1997            | Monaco  |
| 7  | Vincent Aspe    | C     | 1995            | Monaco  |
| 8  | Bastien Prévit  | O     | 4 maggio 1985   | Monaco  |
| 10 | Marin Bigler    | S     | 23 gennaio 1999 | Monaco  |
| 11 | Stéphan Valat   | C     | 1º gennaio 1990 | Monaco  |
| 12 | Frank Gopcevic  | S     | 1985            | -       |
| 13 | Julien Corsini  | O     | 1985            | -       |
| 18 | Cédric Ickowicz | P     | 1988            | Monaco  |

## San Marino
| N° | Nome              | Ruolo | Data di nascita | Squadra        |
| -- | ----------------- | ----- | --------------- | -------------- |
| -  | Roberto Pascucci  | All   | 2 febbraio 1978 | Libertas Osimo |
| 1  | Matteo Zamagni    | C     | 4 agosto 1989   | Pineto         |
| 2  | Samuel Frascio    | S     | 16 luglio 2001  | San Marino     |
| 3  | Marco Rondelli    | P     | 6 luglio 1994   | San Marino     |
| 4  | Matteo Bernardi   | C     | 1998            | San Marino     |
| 6  | Gabriele Giri     | S     | 2007            | -              |
| 7  | Yan Kiva          | S     | 7 giugno 1999   | -              |
| 9  | Davide Gasperoni  | P     | 2006            | -              |
| 10 | Lorenzo Benvenuti | S     | 8 luglio 1994   | San Marino     |
| 12 | Luca Volpinari    | C     | 2005            | San Marino     |
| 14 | Andrea Lazzarini  | S     | 28 maggio 1990  | -              |
| 15 | Nicolò Conti      | O     | 2005            | San Marino     |
| 17 | Davide Bacciocchi | L     | 1991            | San Marino     |